# Convenzione di Annapolis
La Convenzione di Annapolis del 1786, conosciuta formalmente in inglese come "Meeting of Commissioners to Remedy Defects of the Federal Government", è stata una convenzione politica svoltasi tra l'11 settembre del 1786 e il 14 settembre del 1786 ad Annapolis, nel Maryland, in cui, un totale di dodici delegati provenienti da cinque stati federali diversi (New Jersey, New York, Pennsylvania, Delaware e Virginia) si incontrarono per discutere delle barriere doganali e dei dazi fra stati formante parte dell'Unione formatisi grazie agli "Articoli della Confederazione". In questo particolare momento storico, gli stati federali facenti parte dei neonati Stati Uniti d'America, erano ampiamente indipendenti l'uno dagli altri e, il Governo centrale, non aveva l'autorità di regolare il commercio fra di essi.
Gli stati del New Hampshire, Massachusetts, Rhode Island e North Carolina, pur avendo scelto i propri rappresentanti, non presero parte alla Convenzione per problemi logistici (i rappresentanti non riuscirono a recarsi ad Annapolis in tempo); mentre gli stati del Connecticut, Maryland, South Carolina e Georgia non mostrarono alcun interesse a prendere parte alla convenzione.

## I delegati
I dodici delegati che presero parte alla Convenzione di Annapolis furono:
- New York: Egbert Benson e Alexander Hamilton
- New Jersey: Abraham Clark, William Houston e James Schureman
- Pennsylvania: Tench Coxe
- Delaware: George Read, John Dickinson e Richard Basset
- Virginia: Edmund Randolph, James Madison e St. George Tucker.

## La Convenzione
La Convenzione aveva come obbiettivo quello di discutere i termini commerciali fra stati facenti parte dell'Unione. I risultati ottenuti furono scarsi: pur essendosi trovati punti in comune, i rappresentanti dei cinque stati decisero di presentare le proprie idee a Philadelphia di fronte al Congresso della Confederazione, nel maggio del 1787, per poter discutere i temi trattati con gli altri stati.

## Le ripercussioni
Dovuto all'esiguo numeri di rappresentanti e di stati partecipanti, l'autorità della Convenzione di Annapolis era esigua. Malgrado ciò, la necessità di riforme costituzionali era chiara (tema che venne ancor più esacerbato dalla Ribellione di Shays) e, punti trattati nel 1786 ad Annapolis, furono poi parte del dibattito della Convenzione di Philadelphia del 1787.